# Kuźma Własow
Kuźma Siergiejewicz Własow, ros. Кузьма Сергеевич Власов (ur. 30 października 1896 r. we wsi Aleksiejewka w guberni saratowskiej, zm. po 1945 r. w ZSRR) – radziecki wojskowy (pułkownik), dowódca oddziału gospodarczego szkoły propagandystów ROA w Dabendorfie podczas II wojny światowej.
Ukończył szkołę miejską. Następnie zmobilizowano go do armii rosyjskiej. Służył w 6 Brygadzie Artylerii. Uczestniczył w I wojnie światowej, a następnie wojnie domowej z Białymi. W latach 1918–1919 walczył na froncie uralskim, a potem na froncie południowym przeciwko wojskom gen. Antona I. Denikina. Od 3 grudnia 1920 r. dowodził baterią artylerii przeciwlotniczej. 1 października 1924 r. został dowódcą zwiadu baterii. Od 15 listopada tego roku ponownie był dowódcą baterii. 5 sierpnia 1927 r. objął dowództwo dywizjonu 9 Korpuśnego Pułku Artylerii. 1 grudnia 1930 r. został dowódcą szkoleniowego dywizjonu artylerii. Od 4 kwietnia 1931 r. był zastępcą dowódcy 9 Korpuśnego Pułku Artylerii. W marcu 1934 r. otrzymał karę wojskową za doprowadzenie do nieprawidłowości w magazynach amunicyjnych pułku. 24 stycznia 1936 r. awansował do stopnia majora. 31 stycznia 1938 r. objął dowodzenie 9 Korpuśnego Pułku Artylerii. 17 lutego tego roku awansował na pułkownika. 11 lipca 1939 r. objął funkcję szefa oddziału operacyjnego sztabu Północnokaukaskiego Okręgu Wojskowego. Od 27 stycznia 1941 r. stał na czele 1 oddziału wydziału artyleryjskiego sztabu Północnokaukaskiego Okręgu Wojskowego. Od 4 sierpnia tego roku dowodził artylerią 19 Armii. W październiku dostał się do niewoli niemieckiej. Na początku 1943 r. wstąpił do Rosyjskiej Armii Wyzwoleńczej (ROA). Został skierowany do szkoły propagandystów ROA w Dabendorfie pod Berlinem. Od końca marca 1943 r. w stopniu pułkownika dowodził oddziałem gospodarczym szkoły. 5 maja 1945 r. wraz z oficerami szkoły poddał się Amerykanom. Został deprtowany do ZSRR. Po procesie skazano go pod koniec 1945 r. na karę 10 lat łagrów. Dalsze jego losy są nieznane.